# Helge Tanck
Helge Tanck (* 26. März 1904 in  Königsberg i.Pr.; † 17. März 1960 in Düsseldorf) war ein deutscher Maler.
Nach dem Abitur studierte Tanck an der Kunstakademie Königsberg. Er wurde Meisterschüler von  Heinrich Wolff. Nach Studienreisen malte Tanck vor allem ostpreußische Motive. Er illustrierte Walter Schefflers Sonette über Königsberg und schuf Kleinplastiken. Er beschickte mehrere Ausstellungen. Sein Nachlass mit u. a. 1.596 Aquarellen befindet sich im Deutschen Klingenmuseum in  Solingen.